# Coptoclavella
Coptoclavella elegans
Genre
Espèce
Coptoclavella est un genre fossile de coléoptères du sous-ordre des Adephaga et des famille et sous-famille éteintes des Coptoclavidae et Coptoclaviscinae. L'espèce type est Coptoclavella elegans

## Classification
Le genre Coptoclavella est décrit en 1980 par Ponomarenko,. 
Les différentes espèces rattachées à ce genre sont datées du Jurassique supérieur au Crétacé inférieur et ont été trouvées en Mongolie, en Russie, en Espagne et au Royaume-Uni. 
Selon BioLib, il s'agit d'un genre non assigné à une sous-famille (Coptoclavidae incertae sedis), mais dans la famille des Coptoclavidae et la sous-famille des Coptoclaviscinae, depuis 2014, d'après Paleobiology Database en 2023. 
Selon Paleobiology Database en 2023, l'espèce type est Coptoclavella elegans,.

## Espèces
- †Coptoclavella elegans Ponomarenko, 1980[1] (type) - Crétacé de Mongolie
- †Coptoclavella inexpecta Soriano, Ponomarenko & Delclos[4], 2007 - Crétacé d'Espagne
- †Coptoclavella jurassica Ponomarenko. 2014[5] - Jurassique de Mongolie
- †Coptoclavella minor Ponomarenko, 1980[1] - Crétacé de Mongolie
- †Coptoclavella purbeckensis Ponomarenko, Coram & Jarzembowski, 2005[6] - Crétacé du Royaume-Uni
- †Coptoclavella striata Ponomarenko, 1986[7] - Crétacé de Mongolie
- †Coptoclavella vittata Ponomarenko, 1986[7] - Crétacé de Mongolie

### Publication originale
- [1980] (en) Alexander Georgievich Ponomarenko, « The new Coleoptera species from the Manlay locality », Sovmestnaya Sovetsko-Mongol'skaya Paleontologicheskaya Ekspeditsiya Trudy, vol. 13,‎ 1980, p. 52–56. .